# Тимотеуш Карпович
Тимотеуш Карпович (нар. 15 грудня 1921, Зелон поблизу Вільнюса — пом. 29 червня 2005, Оук-Парк поблизу Чикаго) — польський поет і драматург

## Біографія
Тимотеуш Карпович народився в селі Зелона поблизу Вільнюса. Жив там до початку Другої світової війни в 1939 роц. Карпович дебютував як журналіст у 1941 році під псевдонімом Тадеуш Лірмян для віленської газети « Правда Віленська». Під час нацистської окупації Вільнюса був учасником польського підпільного руху Опору. У 1945 році Карповича переселили до Щецина, де він працював на Польському радіо. Там Карпович опублікував перший прозовий твір під назвою «Поморські легенди».
Карпович переїхав до Вроцлава, де вивчав польську філологію у Вроцлавському університеті, здобув ступінь магістра і доктора філософії. Став доцентом. Отримав літературну премію міста Вроцлава в 1958 році.

### Життя після виїзду з Польщі
У 1971 році Карпович отримав престижну стипендію «Foundation pour une Entraide Intellectuelle Europeenne» у Парижі. Через два роки, в 1973 році, його запросили долучитися до Міжнародної робочої програми в Університеті Айови. У 1974 році призначили запрошеним доцентом польської літератури в Університеті Іллінойсу в Чикаго Був удостоєний престижної премії імені Альфреда Юржиковського в Нью-Йорку і двічі був лауреатом щорічної премії Ради мистецтв Іллінойсу.
Наступні два роки він провів у Західній Німеччині (1976–78) в університетах Бонна, Західного Берліна, Мюнхена та Регенсбурга. У 1978 році він повернувся до Іллінойського університету на факультет слов'янських мов та літератур в Чикаго в якості професора.
Після того, як Литва оголосила про свою незалежність у 1990 році, Карпович написав кілька статей у польській пресі, закликаючи Польщу визнати Литву.
Карпович пішов у відставку з відділу слов'янських та балтійських літератур в Університеті Іллінойсу в Чикаго в 1993 році.
Помер Карпович 26 червня 2005 року в Оук-Парку, штат Іллінойс. Похований 3 серпня 2005 року поруч із дружиною Марією на кладовищі Особовице у Вроцлаві.

## Пам'ять
Сучасний польсько-італійський скульптор Кшиштоф Міхал Беднарський присвятив Карповичу художню виставку «Гравітація» у 2016 році.
У 2019 році було оголошено, що вілла Карповича у Вроцлаві стане майбутнім будинком фонду Нобелівської лауреатки Ольги Токарчук . Окрім Токарчука, до Ради директорів фонду до неї приєднаються Агнешка Холланд та Іренеуш Грін. Письменниця виділить 350 000 злотих, які вона отримала після отримання Нобелівської премії .

## Вибрані твори
- Легенди Поморське, 1948 рік
- Weywe wymiary, 1948
- Gorzkie źródła, 1957
- Каменна музика, 1958 рік
- Znaki równania, 1960
- W imię znaczenia, 1962
- Трудний лас, 1964
- Opowiadania turystyczne, 1966
- Wiersze wybrane, 1969
- Odwrócone światło
- Poezja niemożliwa. Модель Leśmianowskiej wyobraźni , 1975
- Rozwiązywanie przestrzeni: вірш поліморфічний (фрагменти)
- Słoje zadrzewne, 1999
- Małe cienie wielkich czarnoksiężników. Zarejestrowane w paśmie cyfr od 797 до 7777 , 2007

- Zielone rękawice, 1960
- Człowiek z absolutnym węchem, 1964
- Dziwny pasażer, 1964
- Kiedy ktoś zapuka, 1967
- Харон від світу до свиту